# Diócesis de Chioggia
La diócesis de Chioggia (en latín: Dioecesis Clodiensis y en italiano: Diocesi di Chioggia) es una circunscripción eclesiástica de la Iglesia católica en Italia. Se trata de una diócesis latina, sufragánea del patriarcado de Venecia. Desde el 3 de noviembre de 2021 su obispo es Giampaolo Dianin.

## Territorio y organización

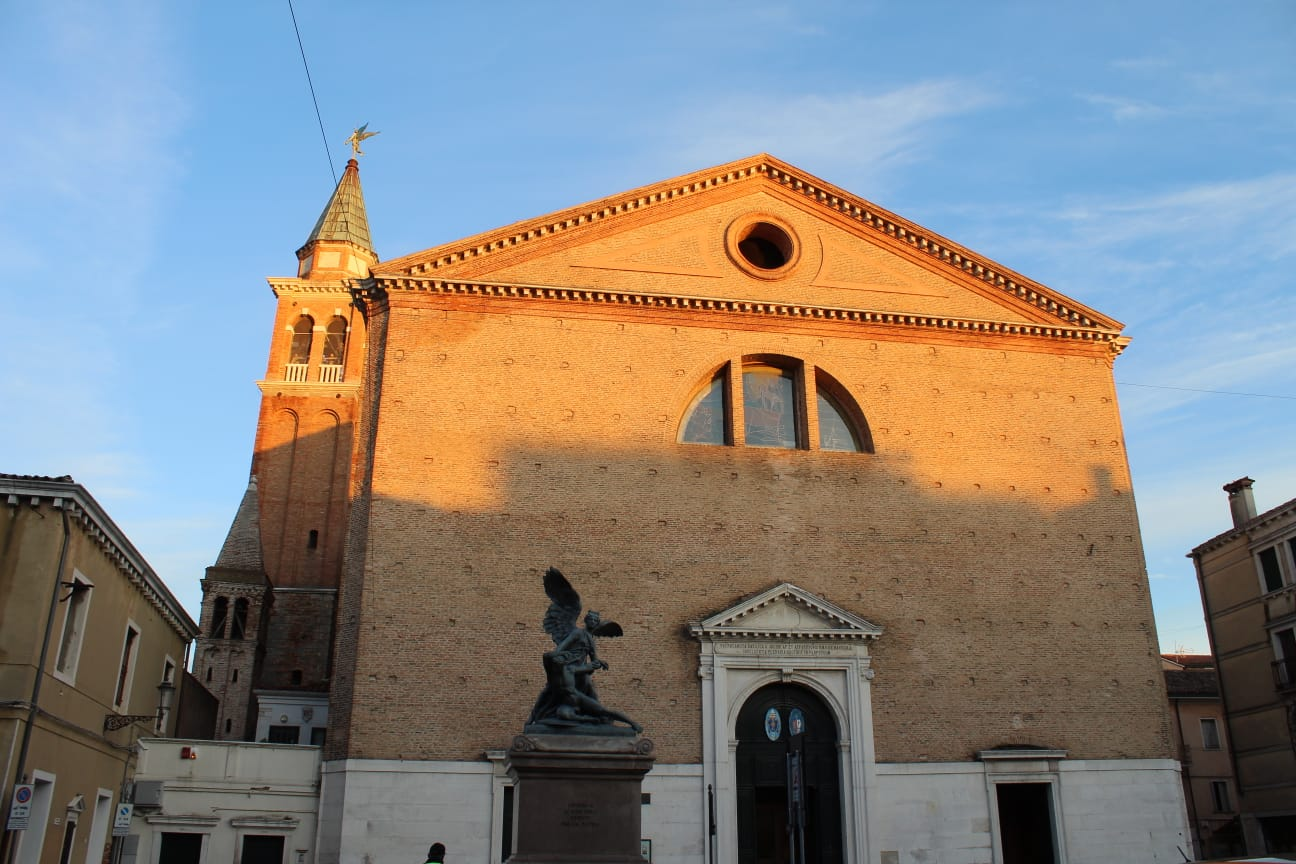
Basílica de Santiago Apóstol, en Chioggia

La diócesis tiene 1000 km² y extiende su jurisdicción sobre los fieles católicos de rito latino residentes en parte de la región de Véneto, comprendiendo: 
- en la ciudad metropolitana de Venecia las comunas de: Cavarzere, Chioggia (excepto la fracción de Valli que pertenece a la diócesis de Padua), la fracción de Foresto en la comuna de Cona, y la isla de Pellestrina de la comuna de Venecia;
- en la provincia de Rovigo las comunas de: Pettorazza Grimani, Loreo, Rosolina, Porto Viro, Taglio di Po, Porto Tolle y las fracciones de Ca' Emo, Fasana Polesine y Mazzorno Sinistro de la comuna de Adria.

La sede de la diócesis se encuentra en la ciudad de Chioggia, en donde se halla la Catedral de Santa María Asunta y la basílica de Santiago Apóstol.
En 2023 en la diócesis existían 67 parroquias agrupadas en 5 vicariatos: Chioggia-Pellestrina (12 parroquias), Sottomarina (9 parroquias), Cavarzere (15 parroquias), Loreo (18 parroquias) y Ca' Venier (14 parroquias).

## Historia

### Desde los orígenes hasta elsigloXV
La diócesis actual tiene su origen en la antigua ciudad de Metamauco (hoy Malamocco), que durante un cierto período del siglo VII fue sede temporal de los obispos de Padua. Cuando los obispos de Padua regresaron a su sede, Malamocco permaneció por un período no especificado bajo la jurisdicción de los obispos de Padua hasta el siglo IX, cuando se convirtió en una diócesis independiente de la Iglesia madre de Padua, sufragánea del patriarcado de Grado.
El primer obispo conocido de Malamocco fue Felice I, quien fue depuesto por el papa Juan VIII en 876 y murió al año siguiente.
En abril de 1110, el obispo Enrico Grancarolo trasladó la sede a Chioggia debido a la decadencia de Malamocco causada por una serie de desastres naturales; El traslado de la sede fue confirmado por el dux Ordelaffo Falier. Los obispos, sin embargo, continuaron manteniendo el título "de Malamocco" durante algunas décadas y recién en 1179, con el obispo Marino, aparece el título "de Chioggia".
Ya en el año 1221 el cabildo catedralicio contaba con 19 canónigos. El arcipreste de Malamocco, con el título de arcediano, estaba especialmente vinculado al capítulo. Durante la Edad Media los canónigos eran simplemente cooptados por el capítulo, pero a partir del siglo XV el obispo y también la Sede Apostólica intervinieron varias veces en el nombramiento de los canónigos.
En el siglo XIV se reconstruyeron los edificios sagrados de Chioggia, gravemente dañados por las guerras entre Venecia y Génova.
En el siglo XV fue importante la labor de los obispos Centoferri y Venier, encaminada a distraer al clero de las relaciones ambiguas con el poder temporal. Venier celebró dos sínodos en 1490 y 1510. Mientras tanto, en 1508, la aparición de la Virgen en la orilla de Sottomarina marcó un renacimiento espiritual de la diócesis. Con la supresión del patriarcado de Grado (1451), Chioggia pasó a ser sufragánea del patriarcado de Venecia.

### La Contrarreforma
El siglo XVI se caracterizó por la reforma, llevada adelante con particular energía por el obispo Nacchianti, que participó en el Concilio de Trento. Fue él quien abrió la serie de visitas pastorales en 1546 y realizó tres más durante su episcopado. Sus sucesores también realizaron frecuentes visitas pastorales a lo largo del siglo.
En el siglo XVII los obispos tenían como objetivo la educación religiosa de los laicos y la disciplina del clero. Al mismo tiempo cuidaban los edificios sagrados.
La primera mitad del siglo XVIII se caracterizó por un notable aumento demográfico, acompañado de un aumento similar en el número de sacerdotes y parroquias. En la última parte del siglo el crecimiento demográfico no se detuvo, mientras que el número de sacerdotes mostró un descenso.

### ElsigloXIX
La creación del municipio francés no perturbó excesivamente la vida de la diócesis, también gracias a las tareas asignadas a algunos sacerdotes en la administración. La diócesis, sin embargo, sobrevivió ilesa a la amenaza de supresión que se repetiría varias veces durante la era napoleónica. El período más conflictivo fue el de 1807 a 1815, cuando la diócesis tuvo que someterse a los decretos de la autoridad civil; ofrecer oraciones públicas por el emperador; sufrir la imposición del matrimonio civil, la separación entre el registro civil y el registro parroquial; aceptar un nuevo catecismo de carácter puramente galicano. La diócesis participó en iniciativas gubernamentales en vistas al "orden y la civilización de la sociedad".
Con la Restauración se reconstituyeron las cofradías laicas suprimidas por el régimen anterior y se emprendió la reorganización del seminario y, más en general, de la enseñanza, mediante la creación de nuevas escuelas.
En 1848 el clero de la diócesis mantenía sustancialmente buenas relaciones con la dominación austriaca, mientras los obispos vigilaban la difusión de las teorías del catolicismo liberal entre el clero. Después de más de dos siglos, en 1863 el obispo De Foretti convocó un sínodo diocesano en el que condenó el jansenismo. Preocupado por la caridad hacia los pobres, llamó a los jesuitas a Chioggia para abrir allí un instituto educativo, pero en 1866 abandonaron la diócesis, poco antes de la entrada de las tropas italianas. Durante la Unificación italiana los jesuitas fueron el blanco favorito de los espíritus anticlericales. Las leyes de expropiación de los bienes eclesiásticos afectaron a Chioggia ya en 1867, cuando fueron confiscadas las propiedades de los padres filipinos.
El obispo Agostini, que sucedió a De Foretti después de una sede vacante de más de cuatro años, no recibió el exequatur real y, por tanto, se le prohibió tomar posesión del palacio episcopal. Además, fue constantemente atacado por la prensa liberal. El obispo promovió la Obra de los Congresos y también una sociedad para la santificación de las fiestas, que fueron muy mal recibidas por la prensa anticlerical.
En la década de 1880 Marangoni constató una cierta degradación moral, que se expresaba en el abandono del sacramento de la Penitencia y en situaciones familiares promiscuas. La situación política, sin embargo, no causó preocupación, al menos hasta las elecciones de 1889, cuando se prohibió la enseñanza del catecismo en las escuelas y se retiraron los crucifijos y otros símbolos religiosos de los lugares públicos. Además, se eliminó del presupuesto comunal la partida destinada a subsidios religiosos. En el plano social, el obispo llamó a los salesianos a Chioggia y apoyó sus iniciativas en el campo de la educación de los jóvenes.

### ElsigloXX
En 1919 la parroquia de Malamocco, sede original de los obispos de Chioggia, fue cedida al patriarcado de Venecia.
La actitud del obispo y del clero hacia el fascismo era bastante compleja. Mientras el fascismo ganaba apoyo entre una parte de los fieles y algunos sacerdotes (entre los que destacaba el canónigo Dughiero), la mayoría del clero optó por una prudente neutralidad, tratando de evitar enfrentamientos, pero también la colaboración con el régimen. Lo que disuadió a los católicos de mantener relaciones demasiado cordiales con los fascistas fueron sobre todo los episodios de escuadrismo que fueron casi sistemáticos en la zona de Polesine. Por otra parte, las iniciativas de Acción Católica buscaron frenar el totalitarismo fascista en la educación de la juventud.
En el período comprendido entre la Segunda Guerra Mundial y la actualidad, Giacinto Ambrosi mostró un notable entusiasmo por las asociaciones obreras y los grupos de obreros y desempleados, a los que se esforzó por ayudar y apoyar en todo momento.
La década de 1950 estuvo marcada por las inundaciones que azotaron la diócesis, causando enormes destrucciones y posteriormente un fuerte flujo migratorio hacia el interior y el triángulo industrial. Los que quedaron tuvieron que conformarse con las pocas oportunidades de empleo que ofrecía la desolada ciudad. Piasentini animó las iniciativas de reconstrucción y también las de apoyo a los obreros y a los desempleados, gestionando todo con gran capacidad de gestión. Al mismo tiempo supo marcar la vida espiritual de la diócesis con la propuesta de intensos períodos de reflexión, con la dedicación repetida de un año a una particular devoción.
A lo largo del siglo XX, la diócesis, a pesar del descenso demográfico, supo incrementar su presencia, pasando de 30 parroquias a principios de siglo a las 68 parroquias actuales. En 1964 el territorio de la diócesis se dividió en cinco vicariatos.

## Estadísticas
Según el Anuario Pontificio 2024 la diócesis tenía a fines de 2023 un total de 106 290 fieles bautizados.
| Año                                                                             | Población            | Población | Población      | Sacerdotes | Sacerdotes    | Sacerdotes    | Bautizados por sacerdote | Diáconos permanentes | Religiosos | Religiosos | Parroquias |
| Año                                                                             | Bautizados católicos | Total     | % de católicos | Total      | Clero secular | Clero regular | Bautizados por sacerdote | Diáconos permanentes | Varones    | Mujeres    | Parroquias |
| ------------------------------------------------------------------------------- | -------------------- | --------- | -------------- | ---------- | ------------- | ------------- | ------------------------ | -------------------- | ---------- | ---------- | ---------- |
| 1950                                                                            | 155 816              | 155 820   | 100.0          | 134        | 111           | 23            | 1162                     |                      | 28         | 267        | 47         |
| 1970                                                                            | 123 750              | 124 000   | 99.8           | 144        | 111           | 33            | 859                      |                      | 42         | 286        | 69         |
| 1980                                                                            | 122 380              | 122 520   | 99.9           | 127        | 95            | 32            | 963                      |                      | 38         | 321        | 72         |
| 1990                                                                            | 123 800              | 124 500   | 99.4           | 135        | 109           | 26            | 917                      | 3                    | 33         | 232        | 68         |
| 1999                                                                            | 120 600              | 121 000   | 99.7           | 137        | 97            | 40            | 880                      | 4                    | 58         | 76         | 68         |
| 2000                                                                            | 120 600              | 121 000   | 99.7           | 134        | 94            | 40            | 900                      | 3                    | 57         | 76         | 68         |
| 2001                                                                            | 120 600              | 121 000   | 99.7           | 125        | 85            | 40            | 964                      | 3                    | 43         | 156        | 68         |
| 2002                                                                            | 122 700              | 123 000   | 99.8           | 126        | 86            | 40            | 973                      | 3                    | 43         | 150        | 68         |
| 2003                                                                            | 123 000              | 124 000   | 99.2           | 116        | 82            | 34            | 1060                     | 3                    | 37         | 128        | 68         |
| 2004                                                                            | 123 000              | 124 000   | 99.2           | 121        | 82            | 39            | 1016                     | 3                    | 42         | 168        | 68         |
| 2006                                                                            | 124 000              | 125 000   | 99.2           | 116        | 79            | 37            | 1068                     | 3                    | 39         | 165        | 68         |
| 2013                                                                            | 121 500              | 125 500   | 96.8           | 108        | 66            | 42            | 1125                     | 3                    | 46         | 106        | 68         |
| 2016                                                                            | 108 000              | 118 000   | 91.5           | 93         | 68            | 25            | 1161                     | 3                    | 29         | 101        | 68         |
| 2019                                                                            | 108 000              | 118 000   | 91.5           | 80         | 65            | 15            | 1350                     | 7                    | 19         | 86         | 68         |
| 2021                                                                            | 107 580              | 117 540   | 91.5           | 78         | 63            | 15            | 1379                     | 7                    | 17         | 71         | 68         |
| 2023                                                                            | 106 290              | 116 130   | 91.5           | 70         | 53            | 17            | 1518                     | 5                    | 19         | 69         | 67         |
| Fuente: Catholic-Hierarchy, que a su vez toma los datos del Anuario Pontificio. |                      |           |                |            |               |               |                          |                      |            |            |            |

## Episcopologio
- Felice I † (?-877 falleció)
- Leone I † (877-?)
- Domenico I † (mencionado en 924 o 925)
- Pietro † (antes de 960-después de 967)
- Leone II † (mencionado en 1006 circa)
- Domenico II † (1045 o 1046[nota 2]-?)
- Enrico I † (antes de 1060-después de 1074)
- Stefano I Badoer † (junio de 1107-?)
- Enrico II Grancarolo † (antes de abril de 1110-después de 1111)
- Stefano II † (antes de julio de 1122-después de septiembre de 1027)
- Domenico III Guillari † (antes de 1139-después de agosto de 1150)
- Felice II † (?)[nota 3]
- Giovanni Falier † (circa 1157-después de octubre de 1162)
- Marino Ruibolo † (antes de enero de 1165-después de julio de 1180)
- Araldo Bianco † (antes de marzo de 1182-después de 1192)
- Domenico IV † (mencionado en 1203)
- Felice III † (antes de 1218-después de 1228)
- Domenico Selvo † (septiembre de 1235-antes de noviembre de 1236)
- Guidone † (17 de noviembre de 1236[nota 4]-después de 1257)
- Matteo † (antes de junio de 1264-1284 falleció)
- Uberto, O.Cist. † (1284-circa 1285 falleció)
  - Leonardo Faliero † (circa 1285-?) (intruso)
  - Simone Moro † (1286) (obispo electo)[nota 5]
  - Stefano Besono † (11 de enero de 1287-? falleció) (obispo electo)[nota 6]
- Enrico III, O.F.M. † (16 de septiembre de 1290-1302 falleció)
- Roberto, O.S.A. † (24 de septiembre de 1302-después del 25 de abril de 1311 falleció)
- Ottonello, O.F.M.Obs. † (7 de enero de 1317-después del 15 de junio de 1321 falleció)
- Andrea Dotto † (12 de agosto de 1322-3 de diciembre de 1337 nombrado patriarca de Grado)
- Michele da Verona, O.P. † (7 de octubre de 1342-1346 falleció)
- Pietro di Clusello, O.P. † (26 de junio de 1346-12 de diciembre de 1347 nombrado obispo de Melfi)
- Benedetto, O.P. † (26 de enero de 1348-18 de enero de 1353 nombrado obispo de Pula)
- Leonardo de' Cagnoli † (18 de enero de 1353-antes de septiembre de 1362 falleció)
- Angelo Canopeo † (22 de marzo de 1363-15 de enero de 1369 nombrado obispo de Trieste)
- Giovanni da Camino, O.S.M. † (19 de febrero de 1369-antes del 7 de marzo de 1374 falleció)
- Nicolò † (23 de marzo de 1374-? falleció)
- Nicolò Foscarini † (16 de enero de 1376-circa marzo de 1387 falleció)
- Silvestro † (18 de mayo de 1387-1401 falleció)
- Paolo di Giovanni † (25 de febrero de 1401-24 de enero de 1410 nombrado obispo de Modone)
- Cristoforo Zeno † (3 de marzo de 1410-30 de mayo de 1411 nombrado obispo de Capodistria)
- Pietro Schiena, O.F.M.Obs. † (16 de julio de 1411-1414 falleció)
- Benedetto Manfredi † (14 de marzo de 1414-de julio de 1421 falleció)
- Pasqualino Centoferri, O.S.A. † (18 de julio de 1421-antes del 10 de octubre de 1457 falleció)
- Nicolò delle Croci † (21 de octubre de 1457-10 de febrero de 1463 nombrado obispo de Lesina)
- Nicolò Inversi, O.S.M. † (10 de febrero de 1463-noviembre de 1479 falleció)[nota 7]
- Silvestro Daziari † (24 de enero de 1480-después del 12 de junio de 1485 falleció)
- Bernardo Venier † (24 de enero de 1487-1535 falleció)
- Giovanni Tagliacozzi † (20 de octubre de 1535-5 de octubre de 1540 falleció)
- Alberto Pascaleo, O.P. † (5 de noviembre de 1540-25 de diciembre de 1543 falleció)
- Jacopo Nacchianti, O.P. † (30 de enero de 1544-24 de abril de 1569 falleció)
- Francesco Pisani † (19 de julio de 1569-8 de febrero de 1572 falleció)
- Girolamo Negri † (10 de octubre de 1572-1578 renunció)
- Marco Medici, O.P. † (15 de diciembre de 1578-30 de agosto de 1583 falleció)
- Gabriele Fiamma, C.R.L. † (23 de enero de 1584-14 de julio de 1585 falleció)
- Massimiliano Beniamino, O.F.M.Conv. † (9 de septiembre de 1585-10 de marzo de 1601 falleció)
- Lorenzo Prezzato † (4 de junio de 1601-29 de octubre de 1610 falleció)
- Raffaele da Riva, O.P. † (24 de noviembre de 1610-19 de julio de 1611 falleció)
- Angelo Baroni, O.P. † (31 de agosto de 1611-11 de septiembre de 1612 falleció)
- Bartolomeo Cartolario † (11 de febrero de 1613-17 de noviembre de 1614 falleció)
- Pietro Paolo Miloto † (9 de febrero de 1615-1 de noviembre de 1618 falleció)
- Pasquale Grassi † (29 de abril de 1619-12 de diciembre de 1636 falleció)
- Francesco Grassi † (16 de enero de 1640-4 de abril de 1669 falleció)
- Antonio Baldo † (15 de julio de 1669-8 de octubre de 1679 falleció)
- Stefano Rosada † (3 de julio de 1684-22 de enero de 1696 falleció)
- Antonio Grassi † (21 de mayo de 1696-4 de noviembre de 1715 falleció)
- Giovanni Soffietti, C.R.M. † (5 de febrero de 1716-19 de enero de 1733 nombrado obispo de Adria)
- Giovanni Maria Benzon † (2 de marzo de 1733-12 de junio de 1744 renunció)
- Paolo Francesco Giustiniani, O.F.M.Cap. † (15 de junio de 1744-16 de noviembre de 1750 nombrado obispo de Treviso)
- Gian Alberto De Grandi, C.R.L. † (16 de noviembre de 1750-21 de julio de 1752 falleció)
- Vincenzo Bragadin, O.F.M.Cap. † (26 de septiembre de 1753-21 de junio de 1762 falleció)
- Giannagostino Gradenigo, O.S.B.Cas. † (22 de noviembre de 1762-19 de septiembre de 1768 nombrado obispo de Ceneda)
- Giovanni Morosini, O.S.B. † (28 de mayo de 1770-14 de diciembre de 1772 nombrado obispo de Verona)
- Federico Maria Giovanelli † (12 de julio de 1773-20 de mayo de 1776 nombrado patriarca de Venecia)
- Giovanni Benedetto Civran † (15 de julio de 1776-28 de octubre de 1794 falleció)
- Stefano Domenico Sceriman, O.P. † (1 de junio de 1795-12 de junio de 1806 falleció)
- Giuseppe Maria Peruzzi † (18 de septiembre de 1807-26 de junio de 1818 nombrado obispo de Vicenza)
- Giuseppe Manfrin Provedi † (23 de agosto de 1819-26 de enero de 1829 falleció)
- Antonio Savorin † (15 de marzo de 1830-25 de diciembre de 1840 falleció)
- Jacopo De Foretti † (24 de enero de 1842-25 de abril de 1867 falleció)
  - Sede vacante (1867-1871)
- Domenico Agostini † (27 de octubre de 1871-22 de junio de 1877 nombrado patriarca de Venecia)
  - Sigismondo Brandolini Rota † (25 de junio de 1877-30 de agosto de 1877 renunció[nota 8]) (obispo electo)
- Ludovico Marangoni, O.F.M.Conv. † (25 de junio de 1877-21 de noviembre de 1908 falleció)
- Antonio Bassani † (21 de noviembre de 1908 por sucesión-1 de octubre de 1918 renunció[nota 9])
- Domenico Mezzadri † (2 de julio de 1920-8 de diciembre de 1936 falleció)
- Giacinto Giovanni Ambrosi, O.F.M.Cap. † (13 de diciembre de 1937-28 de noviembre de 1951 nombrado arzobispo de Gorizia y Gradisca)
- Giovanni Battista Piasentini, C.S.Ch. † (31 de enero de 1952-1 de mayo de 1976 retirado)
- Sennen Corrà † (1 de mayo de 1976-19 de julio de 1989 nombrado obispo de Concordia-Pordenone)
- Alfredo Magarotto † (22 de febrero de 1990-31 de mayo de 1997 nombrado obispo de Vittorio Veneto)
- Angelo Daniel (27 de noviembre de 1997-10 de enero de 2009 retirado)
- Adriano Tessarollo (28 de marzo de 2009-3 de noviembre de 2021 retirado)
- Giampaolo Dianin, desde el 3 de noviembre de 2021